# 孫簡 (招遠人)
孫簡（1502年—1561年），字維敬，號大居，山東招遠縣人，直隸瀋陽中屯軍籍，治《詩經》。

## 生平
六月十五日生，行一。由河間府學增廣生中式順天府鄉試第四名舉人，會試中式第二百七名。年三十一歲中式嘉靖十一年壬辰科第三甲第九十八名進士。觀吏部政，陞刑部主事歷員外郎郎中卒。

## 家族
曾祖孫昭；祖孫宗尭，通判；父孫復初，中戌進士；母張氏。慈侍下，妻鄭氏，兄厚，弟默；高；遠；深；□；成。